# Taxco, Puebla
Taxco är en ort i Mexiko.   Den ligger i kommunen Tetela de Ocampo och delstaten Puebla, i den sydöstra delen av landet, 150 km öster om huvudstaden Mexico City. Taxco ligger 1 853 meter över havet och antalet invånare är 454.
Terrängen runt Taxco är varierad. Runt Taxco är det ganska tätbefolkat, med 65 invånare per kvadratkilometer. Närmaste större samhälle är Tetela de Ocampo, 9,8 km sydväst om Taxco. I omgivningarna runt Taxco växer i huvudsak städsegrön lövskog.